# Théodore de Foudras
Louis Auguste Théodore de Foudras, né le 29 octobre 1800 à Falkenberg et mort le 9 juillet 1872 à Chalon-sur-Saône, est un romancier français.

## Biographie
Né en Silésie prussienne, où son père, Alexandre Henri, comte de Foudras, seigneur de Demigny (1752-1832) ; capitaine  au régiment de Royal Picardie puis maréchal de camp, chevalier de l’Ordre royal et militaire de Saint-Louis et de l’Ordre de Saint-Jean de Jérusalem, remarié le 5 décembre 1796 à Brier en Prusse à Marie Antoinette de Schlegenberg (v. 1766-1833 veuve du  baron de Fragstein dont elle avait  eu deux filles ), s’était retiré pendant l’émigration, Foudras n’a commencé à écrire qu’à 36 ans. Il a d’abord publié un volume de Fables, puis un volume de poésies, intitulé Écho des âmes. Son dernier ouvrage a pour titre : Chants pour tous. 
Après ce début par des poésies d’une valeur littéraire discutable, entre 1839 et 1842, il se met à écrire pour les journaux légitimistes et aristocratiques des romans dans lesquels il s’attache à décrire plus ou moins heureusement les mœurs du grand monde. Après la vente du château familial de Demigny, il vécut à Paris et à Moulins. Ruiné, toujours menacé d’emprisonnement pour dettes, et jouissant dans le monde de la réputation d’espion, carliste dans le temps où il espérait que cela lui rapporterait quelque chose, il tenta vainement de se faire attribuer le consulat de Djeddah, ne sachant pas l’arabe et probablement pas le turc.
Il fut un collaborateur assidu du Journal des Chasseurs de Léon Bertrand. Il est le créateur d’un nouveau genre : le roman cynégétique, qui lui apporta le succès. Alors qu’il n’existait, avant ses publications, que des traités techniques, les thèmes de la chasse, du chien et de la nature entrent, avec lui, dans la littérature française. C’est son oncle Charles Camille de Capizuchi, marquis de Bologne qui aurait été son inspirateur.
À la fin de sa vie, il revint terminer ses jours à Chalon-sur-Saône. Sa tombe est au cimetière de Demigny. Dans les dernières années de sa vie, il a été frappé de cécité. Il fut le créateur de personnages marquants : le curé de Chapaize, l’abbé Tayaut, la comtesse de Brého… 
Son fils Jacques-Louis-Alexandre hérita du château d'Origny près de Roanne. Le dernier Foudras Roland est mort au champ d 'honneur en 1914, Le nom de Foudras a été relevé par la famille Parseval .  

### Publications
Œuvres cynégétiques
- Les gentilshommes chasseurs  (Souvent réédité, notamment en 2002 aux Éditions de Montbel. Œuvres cynégétiques complètes, 6), 1848Le plus célèbre ouvrage de l'auteur.
- Un capitaine de Beauvoisis  (réédition en 2004 aux Éditions de Montbel. Œuvres cynégétiques complètes, 7), 1849.
- Diane et Venus  (réédition en 2004 aux Éditions de Montbel. Œuvres cynégétiques complètes, 8), 1852.
- Mémoires d'un veneur : sous le titre Les aventures de monsieur le baron  (réédition en 2006 aux Éditions de Montbel. Œuvres cynégétiques complètes, 12), 1852.
- Les veillées de Saint-Hubert  (réédition en 2000 aux Éditions de Montbel. Œuvres cynégétiques complètes, 3), 1855.
- Les Hommes des bois ( Emile Nourry 1905, réédition années 1980 Pygmalion)
- Le bonhomme Maurevert  (réédition en 2006 aux Éditions de Montbel. Œuvres cynégétiques complètes, 10), 1857.
- Soudards et lovelaces  (réédition en 2002 aux Éditions de Montbel. Œuvres cynégétiques complètes, 5), 1860.
- La vénerie contemporaine  (réédition en 2000 aux Éditions de Montbel. Œuvres cynégétiques complètes, 1), 1861-1863-1866.
- Le Père la Trompette  (réédition en 2006 aux Éditions de Montbel. Œuvres cynégétiques complètes, 11), 1862.
- Madame Hallali  (réédition en 2000 aux Éditions de Montbel. Œuvres cynégétiques complètes, 2), 1863.
- L’abbé Tayaut  (réédition en 2002 aux Éditions de Montbel. Œuvres cynégétiques complètes, 4), 1865.
- Chasseurs du temps passé  (réédition en 2004 aux Éditions de Montbel. Œuvres cynégétiques complètes, 9), 1910.
- Les Veneurs Français d'Autrefois  (Lib. Cynégétique Émile Nourry, précédé d'une notice sur la vie et les œuvres de l'auteur par le baron Ludovic de Contenson), 1913.

Œuvres diverses
- Le Décaméron des bonnes gens, 1843.
- Les gentilshommes d'autrefois, 1844.
- Suzanne d'Estoville, 1845.
- Lilia la Tyrolienne, 1846.
- Les chevaliers du lansquenet, 1847.
- Lord Algernon, 1848.
- Les Viveurs d'autrefois  (avec Xavier de Montépin), 1848.
- Un caprice de grande dame, 1850.
- Les Mémoires d'un Roi, 1851.
- Pauvre Thérèse, 1852.
- Les vautours de Paris  (avec Constant Guéroult), 1855.
- La Comtesse Alvinzi, 1857.
- Le Beau Favori, 1857.
- Deux filles à marier, 1858.
- Les Deux Couronnes, 1859.
- Misères dorées, 1861.
- Saint-Jean-Bouche-d'Or, 1864.
- Perles et diamants, 1870.
- Le Lieutenant Trompe-la-Mort, 1871.
- Le Père Margalet : Passion et devoir, 1880.

## Postérité
L'association des Gentilshommes Chasseurs, qui a repris le titre de son roman le plus célèbre, travaille sur son œuvre à partir du château de Demigny.